# Svetovno prvenstvo v hokeju na ledu 2004
Svetovno prvenstvo v hokeju na ledu 2004 je bilo oseminšestdeseto Svetovno prvenstvo v hokeju na ledu. Potekalo je med 16. marcem in 9. majem 2004 v Pragi in Ostravi, Češka (elitna divizija), Oslu, Norveška, in Gdansku, Poljska (1. divizija), Jaci, Španija, in Elektrėnaiju, Litva (2. divizija) ter Reykjaviku, Islandija (3. divizija). Zlato medaljo je osvojila kanadska reprezentanca, srebrno švedska, bronasto pa ameriška, v konkurenci štiriinštiridesetih reprezentanc, dvanajstič tudi slovenske, ki je osvojila sedemnajsto mesto. To je bil za kanadsko reprezentanco triindvajseti naslov svetovnega prvaka.

## Dobitniki medalj
| Zlato | Srebro | Bron |
| KanadaRoberto Luongo Eric Brewer Jay Bouwmeester Jamie Heward Brendan Morrison Willie Mitchell Shawn Horcoff Justin Williams Jeff Friesen Dany Heatley Jean-Pierre Dumont Brenden Morrow Matt Cooke Steve Staios Scott Niedermayer Glen Murray Jeff Shantz Marc Denis Jean-Sébastien Giguère Patrice Bergeron Rob Niedermayer Daniel Brière Derek Morris Nick Schultz Ryan Smyth | ŠvedskaDaniel Henriksson Stefan Liv Henrik Lundqvist Christian Bäckman Per Hållberg Niclas Hävelid Nicklas Lidström Ronnie Sundin Daniel Tjärnqvist Dick Tärnström Niklas Andersson Daniel Alfredsson Per-Johan Axelsson Johan Davidsson Peter Forsberg Jonathan Hedström Jonas Höglund Andreas Johansson Jörgen Jönsson Magnus Kahnberg Michael Nylander Samuel Påhlsson Andreas Salomonsson Fredrik Sjöström Mathias Tjärnqvist | ZDAMike Dunham Ty Conklin Alex Westlund Brett Hauer Aaron Miller Eric Weinrich Andy Roach Hal Gill Paul Mara Keith Ballard Blake Sloan Jeff Jillson Erik Westrum Dustin Brown Jeff Hamilton Jeff Halpern Ryan Malone Bates Battaglia Andy Hilbert Matt Cullen Richard Park Chris Drury Mike Grier Adam Hall |

## Končni vrstni red
1. Kanada
2. Švedska
3. ZDA
4. Slovaška
5. Češka
6. Finska
7. Latvija
8. Švica
9. Nemčija
10. Rusija
11. Avstrija
12. Danska
13. Kazahstan
14. Ukrajina
15. Japonska
16. Francija
17. Slovenija
18. Belorusija
19. Italija
20. Norveška
21. Poljska
22. Nizozemska
23. Estonija
24. Madžarska
25. Združeno kraljestvo
26. Južna Koreja
27. Belgija
28. Litva
29. Kitajska
30. Srbija in Črna gora
31. Hrvaška
32. Avstralija
33. Severna Koreja
34. Španija
35. Bolgarija
36. Nova Zelandija
37. Izrael
38. Luksemburg
39. Južna Afrika
40. Islandija
41. Turčija
42. Mehika
43. Irska
44. Armenija